# 수직 캐비티 표면 광방출 레이저

단순 VCSEL 구조 다이어그램.

수직 캐비티 표면 광방출 레이저(vertical-cavity surface-emitting laser, 또는 VCSEL)는 상부 표면에 수직한 방향으로 레이저를 방출하는 반도체 레이저 다이오드의 일종이다.

## 역사
최초의 VCSEL은 1979년 일본의 소다 등에 의하여 제안되었으나, 실온에서 연속적으로 작동하는 기기는 1988년에 고야마 등에 의해 최초로 제작되었다. 이후 벨 연구소의 액셀 쉬어러(Axel Scherer)와 잭 쥬얼(Jack Jewell)에 의하여 반도체를 이용한 VCSEL이 발명되었다. 오늘날 VCSEL은 기가비트 이더넷이나 파이버 채널과 같은 단거리의 광통신 분야에서 폭넓게 사용되고 있다.

## 응용 분야
- 광섬유 정보 전달
- 레이저 프린터
- 마우스

## 같이 보기
- 광공진기
- 광 통신

## 참고 문헌
1. ↑  Soda, Haruhisa;  외. (1979). “GaInAsP/InP Surface Emitting Injection Lasers”. 《Japanese Journal of Applied Physics》 18 (12): 2329–2330. Bibcode:1979JaJAP..18.2329S. doi:10.1143/JJAP.18.2329.
2. ↑  Koyama, Fumio;  외. (1988). “Room temperature cw operation of GaAs vertical cavity surface emitting laser”. 《Trans. IEICE》 E71 (11): 1089–1090.